# Rio Upacaraí
Rio Upacaraí é um rio brasileiro, pertencente à bacia do rio Santa Maria, na microrregião da Campanha Meridional do Rio Grande do Sul.
É a origem do título do barão de Upacaraí.